# Michael Curry (bispo)
Michael Bruce Curry (nascido em 13 de março de 1953) é um bispo aposentado americano, primeiro presidente afro-americano da Igreja Episcopal dos Estados Unidos. Foi o 11º bispo da Diocese da Carolina do Norte, de 2000 a 2015, e 27º bispo presidente e primaz da Igreja Episcopal dos Estados Unidos, de 2015 a 2024.

## Vida pessoal e educação
Curry observou em sua autobiografia que ambos os lados de sua família eram descendentes de escravos e meeiros da Carolina do Norte e do Alabama. Ele nasceu em Maywood, Illinois, um subúrbio a oeste de Chicago. Seus pais eram Dorothy e Kenneth Curry; Kenneth era batista, enquanto Dorothy era episcopal, e em uma visita a uma igreja episcopal exclusivamente branca na década de 1940, foram autorizados a beber do mesmo cálice no Ohio racialmente segregado; diante disso, seu pai se tornou episcopal e depois foi ordenado. Sua mãe morreu quando ele era jovem; seu pai e sua avó criaram Michael e sua irmã.
Curry frequentou escolas públicas em Buffalo, Nova York. Ele se formou com altas honras no Hobart College em Geneva, Nova York, em 1975. Ele obteve o título de Mestre em Divindade, em 1978, na Yale Divinity School, em associação com a Berkeley Divinity School. Também estudou no The College of Preachers, no Seminário Teológico de Princeton, na Universidade Wake Forest, no Ecumenical Institute do St. Mary's Seminary em Baltimore e no Institute of Islamic, Christian, and Jewish Studies.
É casado com Sharon Clement e eles têm duas filhas, Rachel e Elizabeth.
Em 2018, Curry passou por uma cirurgia como tratamento para câncer de próstata. No final de 2023, ele passou por uma cirurgia para remover sua glândula adrenal direita e uma massa anexada, e foi hospitalizado em dezembro daquele ano por hematoma subdural devido a uma queda. Foi a segunda vez que ele sofreu um hematoma subdural, tendo sido hospitalizado em dezembro de 2015 em decorrência de uma queda em seu primeiro dia no cargo. Após a cirurgia em março de 2024 para inserir um marcapasso, Curry retomou seus compromissos públicos em maio de 2024.

## Sacerdócio
Curry foi ordenado diácono na Catedral de São Paulo, em Buffalo, pelo Rt. Rev. Harold B. Robinson em junho de 1978 e padre em St. Stephen's, Winston-Salem, Carolina do Norte, pelo Rt. Rev. John M. Burgess em dezembro de 1978. Ele serviu inicialmente como diácono responsável e posteriormente como reitor da Igreja Episcopal de Santo Estêvão (1978–1982) em Winston-Salem; depois como reitor da Igreja Episcopal de São Simão de Cirene em Lincoln Heights, Ohio (1982–1988). Serviu como reitor da Igreja Episcopal de São Tiago em Baltimore, Maryland (1988–2000). Nos seus três ministérios paroquiais, Curry participou na resposta a crises, na fundação de acampamentos ecumênicos de verão para crianças, na pregação de missões, na criação de redes de prestadores de cuidados diurnos familiares e na intermediação de investimentos em bairros do centro da cidade. Em Baltimore, também ajudou a orientar os paroquianos na restauração de US$ 2,5 milhões do histórico prédio da igreja de St. James, após ter sido atingido por um raio e quase destruído.

## Bispo diocesano

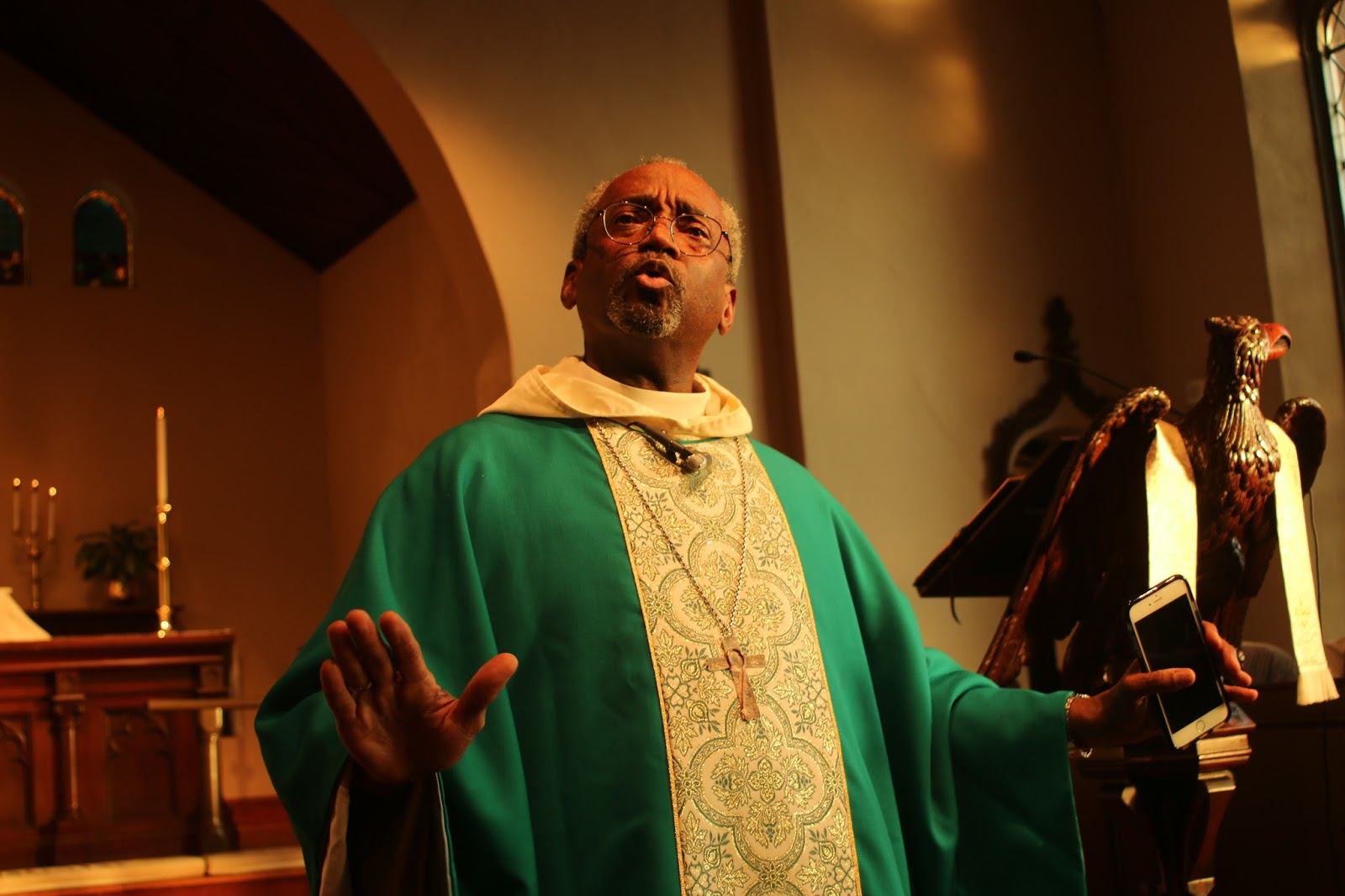
Bispo Curry pregando em 2015

Curry foi eleito décimo primeiro bispo da Diocese Episcopal da Carolina do Norte em 11 de fevereiro de 2000. Quando foi consagrado na Capela Duke, no campus da Universidade Duke, em Durham em 17 de junho de 2000, ele se tornou o primeiro bispo diocesano afro-americano da Igreja Episcopal no Sul dos Estados Unidos. Quase 40 bispos participaram do serviço, incluindo Robert Hodges Johnson, J. Gary Gloster e Barbara C. Harris como consagradores.
Como bispo diocesano, ele serviu no conselho de diretores da Alliance for Christian Media e presidiu o conselho do Episcopal Relief and Development, nomeado pela Bispa Presidente Katharine Jefferts Schori em 2015. Ainda desempenhou um papel importante na Força-Tarefa para Reimaginar a Igreja Episcopal (TREC). Ele também tinha um ministério nacional de pregação e ensino e era um palestrante frequente em cultos e conferências em todo o país.
Ao longo de seu ministério na Carolina do Norte, Curry também atuou em questões de justiça social, falando abertamente sobre política de imigração e igualdade no casamento. Ele discursou em um encontro das Segundas-Feiras Morais em 2013 para protestar contra o que considerava políticas regressivas promulgadas pela Assembleia Geral da Carolina do Norte. Ele se manifestou publicamente contra a Emenda Um da Carolina do Norte, aprovada em 2012, que proibiu o casamento gay.
Curry também instituiu uma rede de cônegos, diáconos e profissionais do ministério da juventude para apoiar ministérios preexistentes em congregações locais. Ele liderou a Diocese da Carolina do Norte para se concentrar nos Objetivos de Desenvolvimento do Milênio por meio de uma campanha de US$ 400 mil para comprar mosquiteiros contra malária que salvaram mais de 100.000 vidas.

## Bispo Presidente
Em 1º de maio de 2015, o comitê de nomeação conjunto para a eleição do bispo presidente da Igreja Episcopal nomeou Curry e três outros bispos como candidatos para 27º bispo presidente e primaz da Igreja Episcopal, substituindo Katharine Jefferts Schori, a primeira mulher a ocupar o cargo. A eleição ocorreu em 27 de junho de 2015, na 78ª reunião da Convenção Geral em Salt Lake City. Curry foi eleito pela Câmara dos Bispos reunida na Catedral de São Marcos na primeira votação com 121 dos 174 votos emitidos. Leigos e clérigos na Câmara dos Deputados ratificaram a eleição mais tarde no mesmo dia. Curry foi empossado como bispo presidente e primaz em 1º de novembro de 2015, Dia de Todos os Santos, na Catedral Nacional de Washington. O serviço incluiu leituras em espanhol e línguas nativas americanas.

### Demissões de funcionários de alto escalão

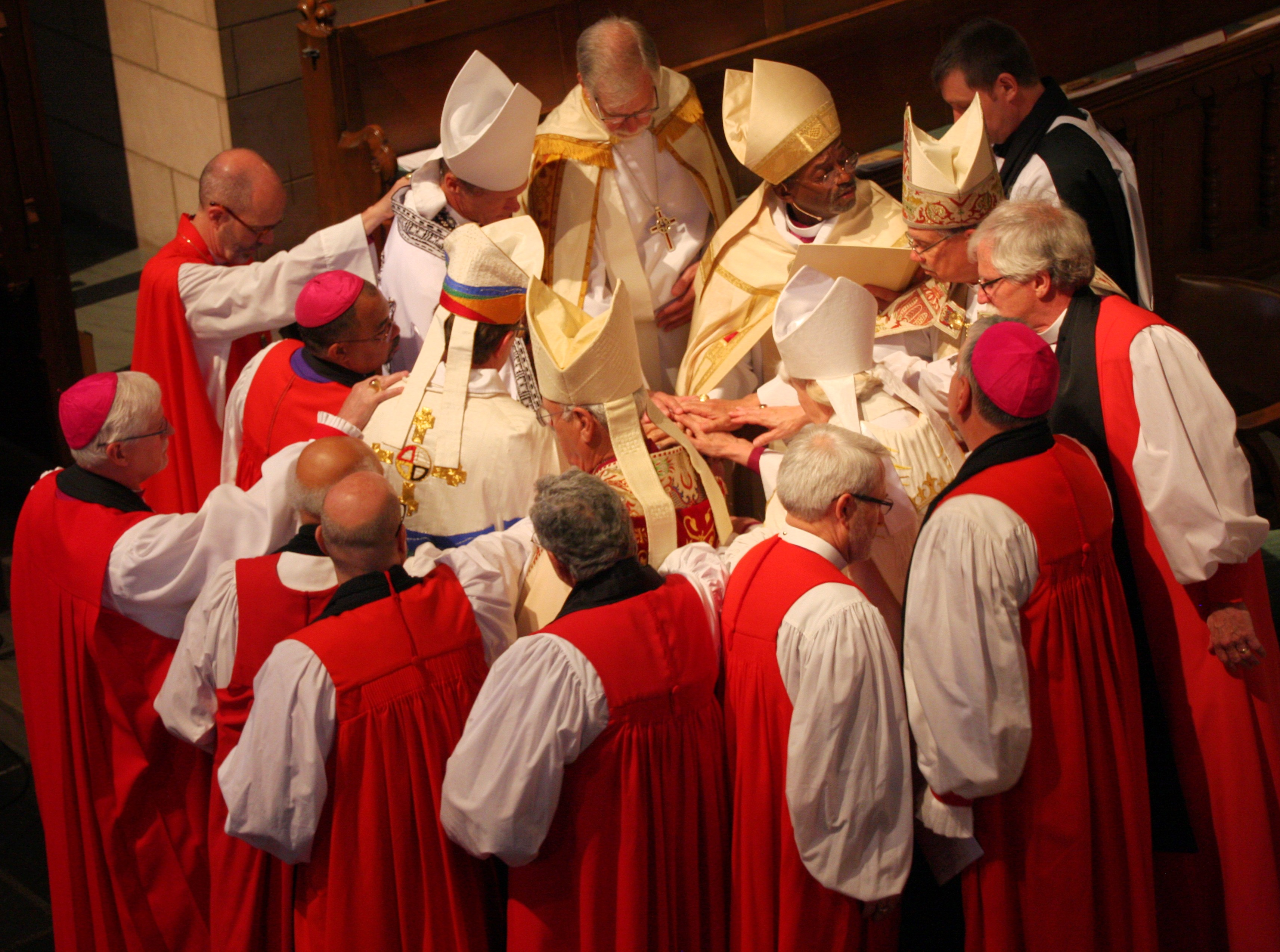
Curry (canto superior direito) presidindo a consagração de um bispo em 2016

Entre os primeiros atos de Curry como bispo presidente estava a colocação de três funcionários seniores da sede da Igreja Episcopal em licença administrativa, aguardando investigação por violação das políticas do local de trabalho. Em abril de 2016, Curry prosseguiu com a demissão da Bispa Stacy Sauls do cargo de diretora de operações e de outros dois administradores seniores; Sauls permaneceu como bispo. Ao anunciar as demissões, Curry declarou:
... Nossa tarefa como equipe é servir à Igreja Episcopal de tal forma que ela possa servir ao mundo em Nome e no Espírito de Jesus Cristo. Portanto, somos todos chamados a nos empenhar e a aderir aos mais altos padrões de conduta pessoal e profissional, que incorporem o amor de Deus e reflitam os ensinamentos e o caminho de Jesus.
A natureza precisa das violações políticas observadas por Curry nunca foi divulgada, nem foram apresentadas acusações criminais.

### Tours de reavivamento
Durante 2017 e 2018, Curry lançou uma série de reavivamentos "que prometem despertar e renovar corações para Jesus, equipar episcopais como evangelistas e acolher pessoas que não fazem parte de uma igreja para se juntarem ao Movimento de Jesus". Os reavivamentos foram programados para incluir eventos públicos de vários dias nas Dioceses Episcopais de Pittsburgh, West Missouri, Geórgia, San Joaquin e Honduras. Esperava-se que a série culminasse em uma "missão de evangelismo conjunta" com a Igreja da Inglaterra em julho de 2018.

### Ações diante de alegações de abuso
Em junho de 2023, os filhos adultos e a ex-esposa do Bispo Prince Singh acusaram Curry de lidar mal com suas alegações de abuso. Nivedhan e Eklan Singh lançaram um site dedicado às alegações e disseram que "buscam a renúncia e a destituição de [seu] pai de seu papel como Bispo Provisório das Dioceses do Leste e Oeste de Michigan ... e [eles] buscam lançar uma investigação do Título IV do Bispo Presidente Michael Curry e do Bispo Todd Ousley por lidar mal com [suas] graves alegações de abuso."

### Comunhão Anglicana

#### Encontro de primatas em 2016
Em janeiro de 2016, os primazes da Comunhão Anglicana se reuniram na Catedral de Canterbury, a convite do Arcebispo Justin Welby. Foi a primeira reunião desse tipo com a presença de Curry como bispo presidente. A sexualidade humana e a aprovação da Igreja Episcopal em julho de 2015 dos ritos de casamento entre pessoas do mesmo sexo foram tópicos importantes de discussão.  Devido à decisão da Igreja Episcopal de permitir que o clero realizasse cerimônias de casamento para parceiros do mesmo sexo, os primazes presentes sancionaram publicamente a Igreja Episcopal por um período de três anos. Os primatas declararam que, durante esse período de três anos, os líderes episcopais não teriam permissão para representar a Comunhão Anglicana em órgãos ecumênicos e inter-religiosos, não seriam eleitos ou nomeados para comitês internos e não participariam da tomada de decisões sobre questões relativas à doutrina ou política.

Após as sanções, Curry manteve seu apoio público ao casamento entre pessoas do mesmo sexo, afirmando:
Nosso compromisso de ser uma igreja inclusiva não se baseia em uma teoria social ou na capitulação aos costumes da cultura, mas em nossa crença de que os braços estendidos de Jesus na cruz são um sinal do próprio amor de Deus que se estende a todos nós. Embora eu entenda que muitos discordem de nós, nossa decisão a respeito do casamento se baseia na crença de que as palavras do apóstolo Paulo aos Gálatas são verdadeiras para a igreja hoje: Todos os que foram batizados em Cristo se revestiram de Cristo. Não há mais judeu nem gentio, escravo nem livre, homem nem mulher, pois todos são um em Cristo. Para muitos que estão comprometidos em seguir Jesus no caminho do amor e em ser uma igreja que vive esse amor, essa decisão trará dor real. Para os companheiros discípulos de Jesus em nossa igreja, que são gays ou lésbicas, isso trará ainda mais dor. Para muitos que se sentiram e foram rejeitados pela igreja por serem quem são, para muitos que se sentiram e foram rejeitados por famílias e comunidades, nossa igreja se abrindo em amor foi um sinal de esperança. E isso adicionará dor sobre dor.
Como parte do comunicado final da reunião, os primazes anglicanos anunciaram que o Arcebispo de Canterbury nomearia um "grupo de trabalho" com o objetivo de curar a cisão e reconstruir a confiança mútua em meio a profundas diferenças. Welby nomeou Curry como um dos 10 membros desse "grupo de trabalho" em maio de 2016.

#### Delegação a Roma

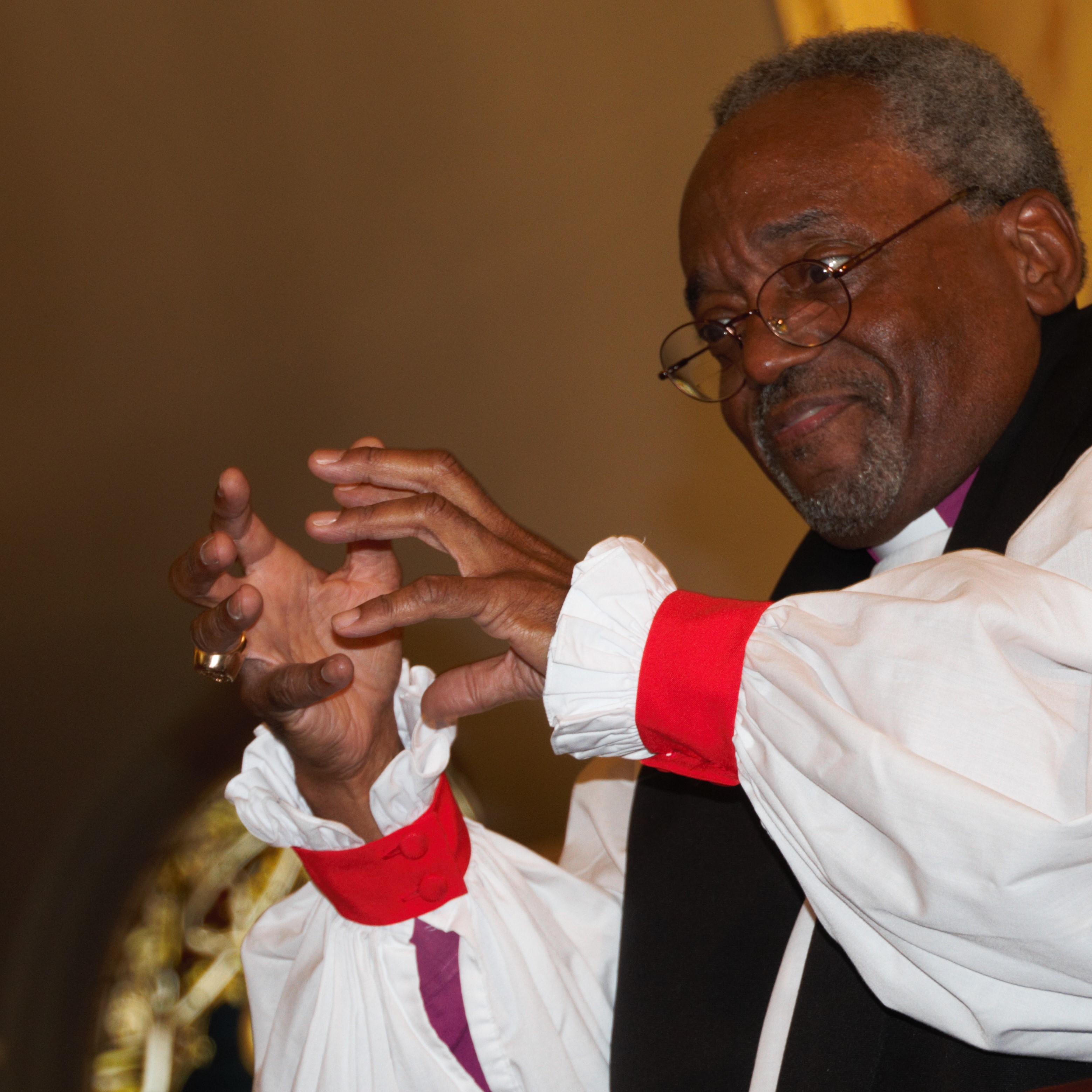
Reverendíssimo Michael Bruce Curry pregando na Christ Episcopal Church, La Crosse, Wisconsin, 2018

Em outubro de 2016, Curry representou a Comunhão Anglicana como parte de uma delegação de primazes anglicanos ao Vaticano liderada pelo Arcebispo Welby. Os líderes se uniram em um serviço ecumênico de Vésperas liderado conjuntamente pelo Arcebispo de Canterbury e o Romano Pontífice, seguido por um encontro privado entre o Papa Francisco e os primatas anglicanos. Os eventos homenagearam o quinquagésimo aniversário desde que o então Arcebispo de Canterbury Michael Ramsey e o Papa Paulo VI se encontraram em 1966, o primeiro encontro desse tipo desde a Reforma Inglesa. O encontro também celebrou o 50º aniversário desde que o Centro Anglicano em Roma foi estabelecido. Curry enfatizou a necessidade de cooperação cristã, declarando publicamente o seguinte:
[a] missão da Igreja é ajudar a família humana, com toda a sua variedade, diversidade e diferenças, a encontrar um caminho para se tornar não apenas uma comunidade díspar, mas uma família humana de Deus. O Dr. Martin Luther King disse assim: "Ou aprenderemos a viver juntos como irmãos e irmãs, ou pereceremos juntos como tolos". A escolha é nossa: caos ou comunidade.
A presença de Curry em Roma foi criticada por Nicholas Okoh, arcebispo da Nigéria e presidente do grupo tradicionalista Global Anglican Future Conference (GAFCON). Okoh declarou publicamente que o convite de Curry era uma violação das sanções estabelecidas pelos primazes anglicanos durante seu encontro de janeiro de 2016 em Canterbury.

### Casamento real
Curry foi convidado pelo príncipe Harry e Meghan Markle para fazer o sermão em seu casamento, ocorrido em 19 de maio de 2018, na Capela de São Jorge, no Castelo de Windsor. O Arcebispo Justin Welby descreveu o bispo como "um brilhante pastor" e "um pregador formidável" ao ser divulgado que o americano participaria da cerimônia.
O sermão de 14 minutos de Curry atraiu comentários consideráveis. Curry enfatizou o potencial redentor do amor e usou o fogo como uma metáfora para seu poder e significado. Seu estilo entusiasmado foi supostamente bem recebido por alguns presentes no casamento, tendo "ganho sorrisos, mas também alguns olhares curiosos" e até ofuscado a noiva, embora houvesse muitas outras reações positivas. O discurso foi abrangente em suas fontes, citando Martin Luther King Jr., o tradicional spiritual afro-americano "Há um bálsamo em Gileade", epístolas do Novo Testamento e o padre jesuíta e cientista francês Pierre Teilhard de Chardin. Após o casamento, Curry recebeu ampla atenção internacional, publicou um livro e ofereceu vários trechos amplamente republicados sobre o serviço, como "Eu poderia me sentir escravo", e foi frequentemente entrevistado por meios de comunicação americanos para fornecer uma perspectiva espiritual após eventos significativos.

### Outros serviços

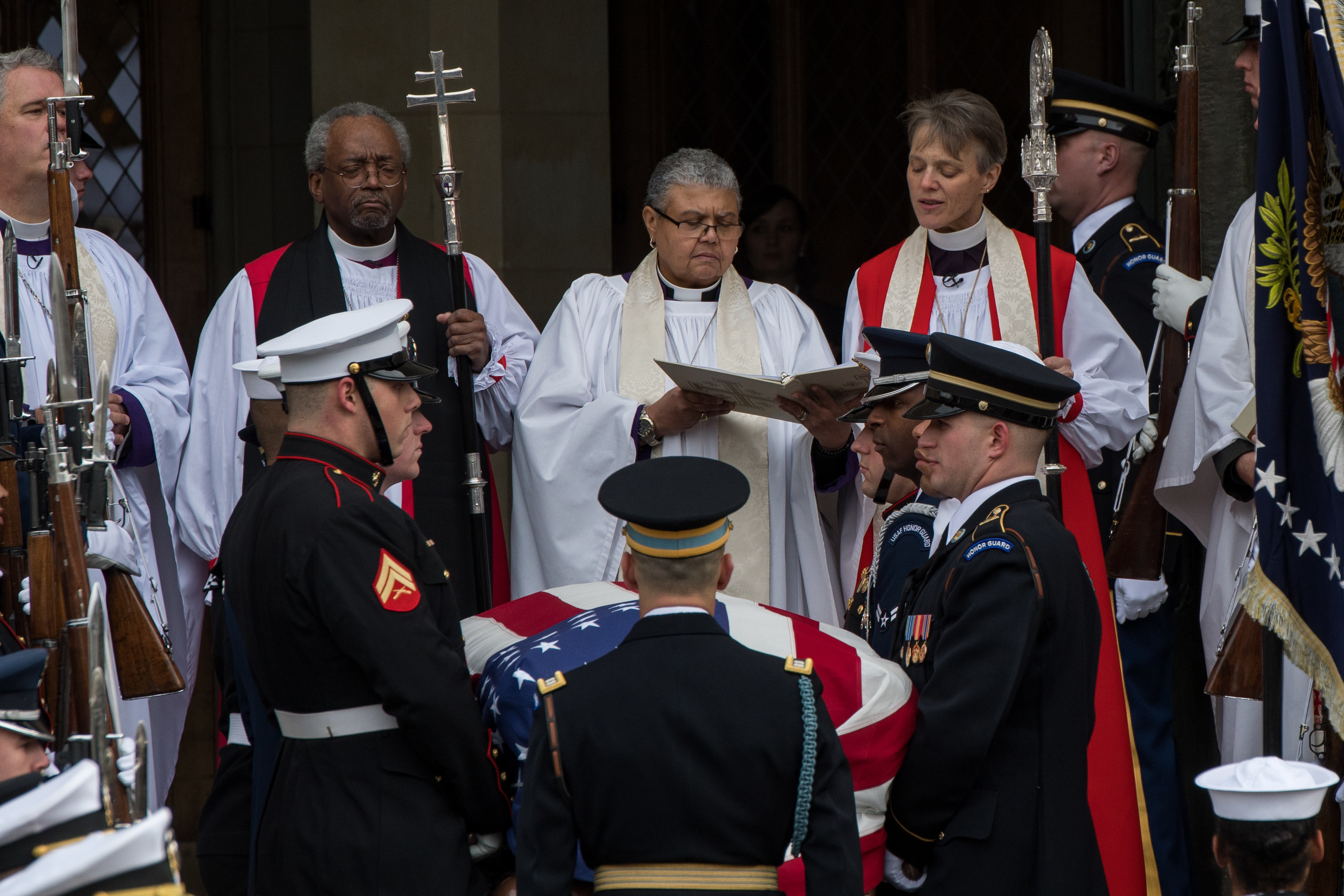
Funeral do ex-presidente George H. W. Bush na Catedral Nacional de Washington. Curry pode ser visto com seu báculo de primaz.

Em 1º de setembro de 2018, Curry serviu como oficiante do funeral de estado do senador John McCain. Pouco depois, ele oficiou o funeral de George H. W. Bush na Catedral Nacional de Washington em 5 de dezembro. Menos de uma semana depois, ele fez um discurso semelhante a um sermão no programa "The Spirit of Apollo", organizado pelo Museu Nacional do Ar e Espaço. O programa foi realizado na Catedral Nacional de Washington e comemorou o 50º aniversário da missão Apollo 8 à lua.

### Fim do mandato
O mandato de Curry como Bispo Presidente terminou em 2024. O Reverendo Sean Rowe, até então bispo do Noroeste da Pensilvânia e bispo provisório do Oeste de Nova York, foi eleito e confirmado em 26 de junho na 81ª Convenção Geral para servir como o 28º bispo presidente da Igreja Episcopal dos Estados Unidos. Seu mandato de nove anos iniciou em 2 de novembro, se tornando o bispo mais jovem já eleito para o cargo.

Em uma entrevista coletiva após a eleição e confirmação, Curry disse: 
“Se você olhar para a história do bispo presidente, verá que todos foram eleitos para uma época, um tempo e uma vocação específicos... Meu irmão, sentado à minha direita [Rowe], foi chamado, como diz o livro, como Ester, 'para um tempo como este'.”

## Honras
Curry recebeu diversos títulos honorários: da Escola de Teologia-Sewanee, do Seminário Teológico da Virgínia, da Escola de Divindade de Berkeley em Yale, da Escola de Divindade Episcopal, do Seminário do Sudoeste, e da Escola de Divindade da Igreja do Pacífico. Foi nomeado irmão servidor (MStJ) da Ordem de São João por Elizabeth II em 25 de julho de 2015. A Religion News Association o nomeou em 2018 como newsmaker do ano. Em 2019, ele recebeu o Prêmio Inter-religioso James Parks Morton.

## Obras
- Crazy Christians: A Call to Follow Jesus. Harrisburg, Pennsylvania: Morehouse Publishing. 2013. ISBN 978-0-8192-2886-4.
- Songs My Grandma Sang. Harrisburg, Pennsylvania: Morehouse Publishing. 2015. ISBN 978-0-8192-2993-9.
- Following the Way of Jesus. Church's Teachings for a Changing World. Vol. 6. New York, NY: Church Publishing. 2017. ISBN 978-0-89869-969-2.
- The Power of Love: Sermons, Reflections, and Wisdom to Uplift and Inspire. New York, NY: Avery/Random House. 2018. ISBN 978-0-5255-4289-6.
- Love Is the Way: Holding On to Hope in Troubling Times. New York, NY: Avery. 2020. ISBN 978-0525543039.